# Standfussia zermattensis
Standfussia zermattensis är en fjärilsart som beskrevs av Frey 1880. Standfussia zermattensis ingår i släktet Standfussia och familjen säckspinnare. Inga underarter finns listade i Catalogue of Life.